# Болонски конкордат
Болонският конкордат, тоест Споразумението от Болоня (на френски Concordat de Bologne) е договор между папа Лъв Х и френския крал Франсоа І, постигнат през декември 1515 г. за самостоятелност на френската католическа църква. Противно на името, той се случва в Рим.
Т. нар. Галиканска църква е концепция на френските крале да контролират собствените си църковни дела. Идеологически тя не се противопоставя на основните догми, противоречията са само политически. Още през 1438 г. с Прагматическата санкция от Бурж е направен опит да се положат нейните основи, но без особен успех. В началото на ХVІ в. положението се променя. При Луи ХІІ и Франсоа І Франция набира сили и води активна външна политика в Италия (Италианските войни). През септември 1515 г. Франсоа разгромява италиански и швейцарски войски при Мариняно и временно става господар на северната част от страната. Той може да наложи на папата нов тип отношения и точно това става с Болонския конкордат.
Папата запазва правото си да събира църковните данъци от френското население, както и анате - данъкът върху онези, които имат доход от църковната си длъжност. Само той има правото да канонизира французи за светци. Другите доходи на френската църква обаче попадат под контрола на краля и той може да ги прибави към общите приходи в хазната. Освен това Франсоа извоюва правото си да назначава висшите църковни дейци по свое усмотрение, както и да не могат да контактуват със светия престол без негово знание и санкция. Той получава право да секуларизира църковни земи - това се случва и по-рано без съгласието на папата, а оттук нататък става официално.
Работещият по това време Пети латерански събор потвърждава договора, а папата издава специална була (18 август 1516). Така се установява подчиненото положение на френската църква спрямо краля. Конкордатът е разширен през 1682 г. с галиканските разпоредби на Луи ХІV и действа до Френската революция, когато положението на духовенството е регламентирано законово.